# أنيتا هيل
أنيتا هيل (بالإنجليزية: Anita Hill) (و. 1956 – م) هي محامية، وكاتبة سير ذاتية من الولايات المتحدة الأمريكية.

## التعليم
تعلمت في جامعة ولاية أوكلاهوما، وكلية ييل للحقوق.

## مناصب وهيئات
أدارت جامعة براندايس.

## جوائز
حصلت على جوائز منها:
- Oklahoma Women's Hall of Fame [الإنجليزية]‏.

## روابط خارجية
- أنيتا هيل على موقع IMDb (الإنجليزية)
- أنيتا هيل على موقع الموسوعة البريطانية (الإنجليزية)
- أنيتا هيل على موقع ميوزك برينز (الإنجليزية)
- أنيتا هيل على موقع إن إن دي بي (الإنجليزية)
- أنيتا هيل على موقع قاعدة بيانات الفيلم (الإنجليزية)